# George Crook
Pour les articles homonymes, voir Crook.
Le général George Crook (1828-1890) est l'un des officiers américains les plus efficaces lors des guerres indiennes qui permettent aux colons blancs de s'emparer des territoires miniers de l'ouest des États-Unis au cours de la seconde moitié du XIXe siècle pour y extraire de l'or et de l'argent.

## Avant la guerre
Né le 8 septembre 1828 dans une famille d’agriculteurs de l’Ohio, George Crook est diplômé de l'école militaire de West Point en 1852,. Il effectue la première partie de sa carrière en Californie, puis dans l’Oregon, où il se fait remarquer dans les guerres indiennes, avec son camarade de promotion Philip Henry Sheridan.
En tant que premier lieutenant au sein du 4e régiment d'infanterie, George Crook commande l'expédition de Pitt River de 1857 (en) au cours de laquelle il est sévèrement blessé lors d'un des divers engagements par une flèche amérindienne. Le camp Hollenbush est ensuite renomme fort Crook en son honneur.

## Guerre de Sécession
Au début de la guerre de Sécession, en 1861, son expérience de la traque des Amérindiens lui sert dans des actions de guérilla en Virginie-Occidentale, lors de la seconde bataille de Bull Run (Manassas pour le Sud) et de la bataille de Chickamauga. Crook commande aussi lors de la guerre de Sécession un régiment de volontaires dans l'Ohio, comme colonel.
George Crook est nommé au commandement du département de Virginie-Occidentale, le 25 juillet 1864. Crook n'assume pas immédiatement ce commandement et dans l'intervalle, commande l'armée de la Kanawha. Lorsque Crook prend le commandement le 9 août 1864, l'armée sur le terrain reçoit le titre d'« armée de Virginie-Occidentale ».
Il est capturé, en compagnie du général Benjamin F. Kelley par un petit raid de partisans confédérés le 21 février 1865. Avec Kelley, il est envoyé en prison à Richmond, Virginie, mais il est échangé, ainsi que Kelley, le 20 mars 1865, lors d'un échange particulier.

## Après la guerre
Après la guerre, Crook repart sur la cote Pacifique mener une campagne de deux ans contre les Païutes. Son succès mène le président Ulysses S. Grant à lui confier la responsabilité du territoire de l'Arizona. En 1871, il gagne contre les Apaches grâce à l'utilisation d'éclaireurs amérindiens et son empressement aux pourparlers plutôt qu'au conflit armé.
En 1875, Crook est transféré dans les Plaines du Nord où il eut la très difficile tâche d'empêcher les hordes de chercheurs d'or de pénétrer dans les Black Hills, montagnes sacrées pour les Sioux lakotas, en violation du traité de Fort Laramie, signé en 1868. Ensuite, sa mission fut au contraire de déplacer les Lakotas dans des réserves, afin de permettre aux chercheurs d'or de pénétrer dans les Black Hills.
En 1876, il prend part à une attaque coordonnée visant à transférer le peuple sioux de Sitting Bull dans les réserves. Il se retrouve alors contraint d'abandonner le général Custer à la mort, lors de la célèbre bataille de Little Bighorn.
En 1882, Crook est de nouveau en Arizona, où les Apaches se sont enfuis de leur réserve et ont repris la guérilla sous l'impulsion de Geronimo. Au bout de quatre années, il parvient à l'obliger à se rendre.
Finalement, en 1886, Crook est relevé de son commandement, attribué au général Nelson Miles, qui met fin à la longue guerre contre les Apaches.

## Mémoire
Deux forts éponymes ont été nommés en son honneur, l'un en Californie et l'autre au Nebraska qui deviendra l'Offutt Air Force Base.